# Alternative TV
Alternative TV was een Britse punkband uit Londen.

## Geschiedenis
Alternative TV bestond oorspronkelijk van 1976 tot 1979, maar werd later nog twee keer opnieuw geformeerd. Oprichter van alle drie formaties was Mark Perry (Sniffin' Glue-fanzine). Een verdere protagonist van de band tijdens hun eerste periode tijdens de jaren 1970 was gitarist Alex Fergusson, die ook betrokken was bij de nieuwe oprichting in 1981. De muziek van de band was over het algemeen experimenteervriendelijker dan het gros der bands van dit genre en wordt daarom tegenwoordig ingedeeld bij de artpunk. Als invloeden noemden Fergusson en Perry de reggae en de Duitse band Can.
De eerste publicatie van de band was een flexidisc, die in 1977 aan de twaalfde en laatste editie van Perry's fanzine was bijgevoegd. De zich daarop bevindende single was Love Lies Limp. Kort daarna verscheen met de single How Much Longer/You Bastard de eerste reguliere plaat bij Deptford Fun City Records. In 1978 verschenen verdere singles en het eerste album The Image has Cracked. Op dat moment had Fergusson de band al verlaten en werd hij later lid van Psychic TV. De muziek die Perry opnam met de nieuwe bezetting, oriënteerde zich steeds meer aan de dub en nam een experimentele richting. Met de ook in 1978 verschenen split-lp met de Britse psychedelische band Here and Now verwijderde Alternative TV zich duidelijk van zijn punkwortels en nam uiteindelijk de vorm aan van een avant-garde-project. In 1979 werd de band omgedoopt in The Good Missionairies.
Tijdens de daaropvolgende jaren verschenen geluidsdragers onder Perry's naam en onder de bandnaam The Door and the Window. In 1981 kwamen Perry, Fergusson, leden van Fergussons toenmalige band Cash Pussies en Dennis Burns uit de laatste bezetting van Alternative TV weer samen en formeerden de band opnieuw. De nieuwe formatie werd in hetzelfde jaar weer ontbonden en Perry concentreerde zich op een nieuw muziekproject en als muziekproducent. Sinds 1985 bracht hij met wisselende muzikanten verdere publicaties uit als Alternative TV.